# George Christiaan van Hessen-Homburg
George Christiaan van Hessen-Homburg (Homburg, 10 december 1626 - Frankfurt am Main, 11 augustus 1677) was van 1669 tot 1671 landgraaf van Hessen-Homburg. Hij behoorde tot het huis Hessen-Homburg.

## Levensloop
George Christiaan was het vijfde kind van landgraaf Frederik I van Hessen-Homburg uit diens huwelijk met Margaretha Elisabetha van Leiningen-Westerburg-Schaumburg. Zijn vader overleed in 1638, waarna hij onder de voogdij van zijn moeder stond. Hij studeerde aan de ridderacademie van Sorø in Denemarken en aan de Universiteit van Gießen.
Wegens de connecties van zijn neef George II van Hessen-Darmstadt met het Spaanse hof, werd George Christiaan in 1648 benoemd tot kapitein in het Spaanse leger van Vlaanderen, de troepen in de Spaanse Nederlanden. In 1651 bekeerde hij zich tot het rooms-katholicisme, mogelijk om zijn carrière te bevorderen. In 1653 werd George Christiaan verheven tot kapitein-generaal, maar dit leverde hem niet het verwachte prestige op. Vervolgens ging hij in Franse militaire dienst. Kardinaal Jules Mazarin stuurde George Christiaan op diplomatieke missie naar Duitsland, om de Franse belangen tegenover het huis Habsburg te versterken. Hij had vooral contact met Filips Willem van Palts-Neuburg, die door Frankrijk beschouwd werd als een mogelijke tegenkandidaat voor het huis Habsburg bij de nabije verkiezing van de keizer van het Heilige Roomse Rijk Ook was hij betrokken bij de onderhandelingen over de Rijnliga. Toen de Habsburger Leopold I in 1658 de keizersverkiezing won, werden de diplomatieke diensten van George Christiaan niet meer gevraagd. Nadat hij tot luitenant-generaal was gepromoveerd, had hij in 1656 ook geprobeerd om een Frans infanterie- of cavalerieregiment te verwerven, maar dit mislukte door zijn gebrek aan financiële middelen.
In 1660 reisde George Christiaan naar het hof van hertog Willem van Saksen-Weimar, waar hij opgenomen werd in het literaire Vruchtdragende Gezelschap. In september 1665 was hij in de Republiek der Zeven Verenigde Nederlanden dan weer opperbevelhebber van het leger van Christoph Bernhard von Galen, dat met de Engelse koning was verbonden. Het militaire conflict om de heerschappij in Borculo, eindigde met een interventie van Frankrijk en Brandenburg ten nadele van bisschop Von Galen.
Op 11 oktober 1666 huwde hij in Hamburg met de welvarende koopmansweduwe Anna Catharina von Pogwisch (1633-1694). Er werd getwijfeld of beide echtelieden van dezelfde stand waren, Anna Catharina stamde namelijk af van lagere adel. Zijn echtgenote bracht desondanks een enorme bruidsschat in het huwelijk en George Christiaan had daardoor voldoende middelen om in 1669 het landgraafschap Hessen-Homburg over te kopen van zijn broer Willem Christoffel. Het echtpaar leefde slechts korte tijd gemeenschappelijk; Anna Catharina vergezelde haar echtgenoot niet naar Homburg en bleef in Hamburg wonen. Daarna zagen ze elkaar niet meer terug.
Als landgraaf van Hessen-Homburg kreeg George Christiaan het recht om munten te slaan. Ook voerde hij een aantal hervormingen door om het door de Dertigjarige Oorlog zwaar getroffen landgraafschap te doen heropbloeien. In 1671 moest hij het landgraafschap echter verpanden aan zijn voornaamste schuldeisers: Johann Christian van Boyneburg, lid van de Geheimraad van het keurvorstendom Mainz, en Johann Ochs, een bankier in Frankfurt. In 1673 betaalde landgraaf Lodewijk VI van Hessen-Darmstadt de verpanding terug, waarna Hessen-Homburg tot in 1679 in handen bleef van het landgraafschap Hessen-Darmstadt.
Vanaf 1671 leefde George Christiaan op een bescheiden appartement in Frankfurt am Main, op de tweede verdieping van een kloostergebouw. Hij overleed er in augustus 1677 op 47-jarige leeftijd en werd bijgezet in de Dom van Mainz.